# Kanton Pont-en-Royans
Pont-en-Royans war bis 2015 ein französischer Wahlkreis im Arrondissement Grenoble, im Département Isère und der Region Rhône-Alpes. Er umfasste zwölf Gemeinden, Hauptort war Pont-en-Royans. Vertreter im conseil général des Départements war ab 1994 Bernard Perazio.

## Gemeinden
| Gemeinde                  | Einwohner Jahr | Fläche km² | Bevölkerungsdichte | Code INSEE | Postleitzahl |
| ------------------------- | -------------- | ---------- | ------------------ | ---------- | ------------ |
| Auberives-en-Royans       | 373 (2013)     | –          | – Einw./km²        | 38018      | 38680        |
| Beauvoir-en-Royans        | 84 (2013)      | –          | – Einw./km²        | 38036      | 38160        |
| Châtelus                  | 92 (2013)      | –          | – Einw./km²        | 38092      | 38680        |
| Choranche                 | 128 (2013)     | –          | – Einw./km²        | 38108      | 38680        |
| Izeron                    | 711 (2013)     | –          | – Einw./km²        | 38195      | 38160        |
| Pont-en-Royans            | 791 (2013)     | –          | – Einw./km²        | 38319      | 38680        |
| Presles                   | 95 (2013)      | –          | – Einw./km²        | 38322      | 38680        |
| Rencurel                  | 296 (2013)     | –          | – Einw./km²        | 38333      | 38680        |
| Saint-André-en-Royans     | 327 (2013)     | –          | – Einw./km²        | 38356      | 38680        |
| Saint-Just-de-Claix       | 1.213 (2013)   | –          | – Einw./km²        | 38409      | 38680        |
| Saint-Pierre-de-Chérennes | 494 (2013)     | –          | – Einw./km²        | 38443      | 38160        |
| Saint-Romans              | 1.751 (2013)   | –          | – Einw./km²        | 38453      | 38160        |